# Hypena directa
Hypena directa là một loài bướm đêm trong họ Erebidae.